# Antonio Mollica
Antonio Mollica ist ein italienischer Filmregisseur.
Mollica, der laut Roberto Poppi meist für das Theater arbeitete, inszenierte zwischen 1967 und 1970 drei Genrefilme, für die er teilweise auch das Drehbuch schrieb, unter dem Pseudonym Tony Mulligan. 1967 war er auch einmal als Regieassistent und einmal als Produzent tätig gewesen.

## Filmografie (Auswahl)
- 1967: Nato per uccidere (Regie, Buch, Produktion)
- 1970: Dein Leben ist keinen Dollar wert (Viente pasos para la muerte)
- 1970: Der größte aller Freibeuter (Il corsaro)